# Марк Тесьє-Лавінь
Марк Тревор Тесьє-Лавінь (18 грудня 1959 року в Трентоні, Онтаріо) — франко-канадський нейробіолог і одинадцятий президент Стенфордського університету. До цього він був президентом Університету Рокфеллера в Нью-Йорку. Він також є членом Наукової ради Фонду лікування хвороби Альцгаймера.

## Життєпис
Тесьє-Лавінь народився в Онтаріо, Канада, але ріс у Європі у віці від 7 до 17 років. Він здобув ступінь бакалавра з фізики в Університеті Макґілла. Потім навчався в Оксфордському університеті, де здобув ступінь бакалавра з філософії та фізіології. Він здобув ступінь доктора філософії в Університетському коледжі Лондона в Девіда Етвелла.
Канадець розпочав свою кар'єру в Каліфорнійському університеті Сан-Франциско, де працював з 1991 по 2001 рік. Того ж року він вступив до Стенфордського університету. У 2003 році він був прийнятий на роботу в Genentech на посаду старшого віцепрезидента. У 2011 році Тесьє-Лавінь змінив Пола Нерса, тодішнього президента Університету Рокфеллера, і очолив команду з 1400 дослідників. 4 лютого 2016 року Стенфордський університет оголосив, що Тесьє-Лавінь змінить президента університету Джона Лероя Геннессі.
Марк зустрів свою дружину Мері, коли вони були на постдоктораті в Колумбійському університеті в Нью-Йорку. У них троє спільних дітей.

## Відзнаки
Тесьє-Лавінь отримав премію нейропластичності 1996 року, премію В. Олдена Спенсера 2010 року та премію Грубера в галузі нейронауки 2020 року. Він був обраний до Національної академії наук у 2005 році, до Американської академії мистецтв і наук у 2013 році та до Американського філософського товариства у 2017 році.